# NGC 2502
NGC 2502 ist eine linsenförmige Galaxie vom Hubble-Typ S0 im Sternbild Kiel des Schiffs am Südsternhimmel. Sie ist schätzungsweise 38 Millionen Lichtjahre von der Milchstraße entfernt.
Das Objekt wurde am 5. Januar 1837 von John Herschel entdeckt.